# Scisma Nazionale
Lo Scisma Nazionale (in greco: Εθνικός Διχασμός) o Grande divisione fu una serie di disaccordi tra re Costantino I di Grecia ed il suo primo ministro, Eleutherios Venizelos, riguardo alla politica estera della Grecia nel periodo compreso tra il 1910 ed il 1922, di cui il punto focale era l'ingresso o meno della Grecia nella prima guerra mondiale. Venizelos era favorevole a supportare la Triplice intesa e voleva che la Grecia entrasse in guerra al loro fianco, mentre il re, filogermanico, desiderava la neutralità della Grecia per favorire i piani delle Potenze Centrali.
Al di là dei disaccordi, la questione divenne sempre più seria perché iniziò a intaccare il ruolo del sovrano nello stato. Il licenziamento di Venizelos da parte del re portò ad un profondo risentimento personale tra i due e una sostanziale divisione in due parti della società greca.
Dopo che il regno di Bulgaria entrò in guerra contro il regno di Serbia (già assediata da un attacco combinato di Germania ed Austria-Ungheria) nel settembre del 1915, Venizelos tenne una votazione al parlamento il 4 di ottobre per chiedere la coscrizione obbligatoria per onorare il trattato di alleanza sottoscritto due anni prima tra Grecia e Serbia. Dal giorno successivo, iniziò l'invasione delle forze alleate a Tessalonica per stabilire il fronte Macedone ed aiutare così la Serbia, ma il re rifiutò di firmare la proposta di coscrizione obbligatoria per i cittadini greci, accusando il primo ministro di tradimento per l'invasione di Salonicco e costringendolo a dare le proprie dimissioni per la seconda volta in un anno (1915). Nell'agosto del 1916 i seguaci di Venizelos instaurarono un governo provvisorio che includeva la Grecia settentrionale, le isole dell'Egeo e Creta e che si schierò apertamente con la Triplice Intesa. Questo atto, che effettivamente divise la Grecia in due entità, diede modo all'Intesa di reclamare le perdute regioni della Macedonia e di riottenere così il controllo della Grecia settentrionale, gradualmente dopo lo sbarco dell'Armata d'Oriente l'anno precedente. Dopo intensi negoziati diplomatici, si aprì un confronto armato ad Atene tra gli Alleati e le forze realiste con dozzine di morti, linciaggi e cinque mesi di blocco navale che costrinse infine re Costantino ad abdicare l'11 giugno 1917, lasciando che suo figlio Alessandro prendesse il suo posto. Venizelos tornò ad Atene il 29 maggio 1917, e la Grecia venne riunificata ed entrò ufficialmente in guerra con gli Alleati.
Sebbene alla fine la Grecia uscì vittoriosa dal conflitto assicurandosi anche nuovi territori secondo il trattato di Sèvres, gli effetti di questa divisione nella politica greca minarono lo stato sino agli anni '40 del Novecento, contribuendo alla sconfitta della Grecia nella guerra greco turca, al collasso della Seconda Repubblica ellenica, al colpo di stato di Pagalos ed al regime dittatoriale di Metaxas. Lo Scisma Nazionale rifletteva le differenze tra la "Nuova Grecia" ottenuta con le guerre balcaniche del 1912-13 composta da Tracia, Macedonia, Epiro, Creta ed isole dell'Egeo settentrionale, e la "Vecchia Grecia" composta dai territori antecedenti al 1912. In generale, la popolazione della "Nuova Grecia" era più propensa a supportare le idee di Venizelos mentre gli abitanti della "Vecchia Grecia" sostenevano più strenuamente la monarchia.

## La fonte del conflitto
La causa principale del conflitto fu la disputa personale sorta tra il primo ministro greco Venizelos e re Costantino I di Grecia. Sin dagli anni '70 dell'Ottocento, i capi di stato greci erano stati costretti ad accettare il principio della maggioranza di governo per costituire una legislatura e ovviamente questo pose i primi ministri in posizione dominante nella scena politica, creando attorno a loro dei gruppi politici ad personam per quanto questi potessero governare solo dietro consenso del sovrano.
Molti politici liberali greci vedevano il ruolo mediatore del sovrano nella politica nazionale come superfluo e persino deleterio. Il senso pubblico di opposizione alla monarchia si acuì con la sconfitta dell'esercito greco, capeggiato da Costantino (allora principe ereditario), nel corso della guerra greco turca del 1897. Molte delle speranze di riforma vennero a diffondersi anche nei giovani ufficiali dell'esercito ellenico che si sentirono umiliati da questa sconfitta, influenzati dal repubblicanesimo.
La "Lega Militare" venne costituita il 15 agosto 1909 ed in quella data venne pronunciata una dichiarazione nelle caserme di Goudi ad Atene. Il movimento, che chiedeva riforme al governo e nell'ambito degli affari militari, venne supportato anche da una parte di popolazione; re Giorgio I venne costretto a cedere alle richieste dei militari. Nominò Kyriakoulis Mavromichalis al ruolo di primo ministro ed accettò le dimissioni del principe Costantino dagli incarichi militari.
Ad ogni modo, apparve chiaro ben presto che la leadership della Lega non era in grado di governare il paese e pertanto questi si misero alla ricerca di un leader politico d'esperienza che fosse però anche anti-monarchico e non fosse legato ai vecchi sistemi di partito. Gli ufficiali trovarono quest'uomo nella persona di Eleutherios Venizelos, un noto politico cretese i cui contrasti personai col principe Giorgio, reggente dell'isola, sembravano confermare le sue credenziali anti-monarchiche e repubblicane.
Con l'arrivo di Venizelos, la Lega si fece da parte e l'energico primo ministro dominò la scena politica greca. Il suo governo portò avanti una serie di riforme, inclusa la creazione di una nuova costituzione. Ad ogni modo, egli riuscì anche a stabilire delle strette relazioni col re, resistendo ai richiami che gli pervenivano da più parti per avviare la transizione alla repubblica, reintegrando persino i principi reali nelle loro posizioni nell'esercito, nominando il principe ereditario Costantino quale ispettore generale. Il reintegro dei principi e di numerosi altri ufficiali realisti come Metaxas (che Venizelos nominò suo aiutante di campo) e Dousmanis, portò alle proteste da parte degli ufficiali della Lega Militare (come Zorbas e Zymvrakakis); Venizelos favorì inoltre la missione francese in Grecia del 1911-1914, scelta che però non piacque al principe ereditario che era stato educato secondo la scuola tedesca.
Le riforme di Venizelos ruppero l'influenza della casata dei Glücksburg e creò una macchina di patronato fedele a lui solo. In una società dove i clan tradizionali e le famiglie determinavano anche le lealtà politiche, la creazione di un'entità di questo genere, fedele al Partito Liberale non riuscì comunque ad attecchire presso il popolo. Inoltre, quanti si sentivano naturalmente esclusi puntavano per contro alla famiglia reale, vista il naturale contraltare ai Liberali.

### Le guerre balcaniche (1912–13)
Con lo scoppio delle guerre balcaniche, Costantino venne immediatamente nominato ancora una volta comandante in capo dell'esercito greco ed il successo delle sue armate sul campo, in particolare nella seconda guerra balcanica contro i bulgari, aiutò molti a dimenticare la disfatta del 1897. CFu ad ogni modo durante questa guerra che si aprirono le prime tensioni tra Costantino e Venizelos, in una disputa sul ruolo dell'esercito dopo la vittoria nella battaglia di Sarantaporo. Costantino voleva marciare verso nord, verso Monastir, temendo che l'esercito greco potesse essere accerchiato, mentre Venizelos era ansioso di portare l'esercito ad est e di catturare la città ed il porto di Tessalonica, strategicamente importante.
Le ragioni di Venizelos erano dovute al fato che anche i bulgari avevano posto il loro sguardo sulla città, la più importante della Macedonia, e vi stavano inviando le loro truppe. La strategia di Venizelos riuscì a prevalere e i greci catturarono la città alcune ore prima dell'arrivo dei bulgari. L'episodio non venne pubblicizzato all'epoca, e dopo la fine delle guerre entrambi gli uomini, sovrano e ministro, erano estremamente popolari, anzi la loro unione era stata ritenuta invincibile per il bene dello stato greco.
L'opposizione anti-venizelista in parlamento, ad ogni modo, iniziò gradualmente a pungolare il sovrano. Dopo la seconda guerra balcanica e durante i negoziati del trattato di Bucarest, Venizelos venne pesantemente criticato per essere stato troppo comprensivo con la Bulgaria che aveva infatti ottenuto le terre della Tracia occidentale anche se queste erano state conquistate dai greci nel corso della guerra. Per il porto e la città di Kavala, l'intervento del kaiser Guglielmo II in favore della Grecia risultò cruciale. Venizelos in parlamento supportò l'idea che non fosse contro gli interessi della Grecia consentire alla Bulgaria di ottenere la Tracia, così che la Grecia avrebbe potuto ottenere una zona cuscinetto da ulteriori attacchi esterni.
Enver Pasha, il ministro della guerra ottomano e membro del triumvirato che reggeva all'epoca l'impero ottomano, decise nel gennaio del 1914 di "ripulire" l'area ionica dell'Anatolia dei suoi abitanti greci e nel maggio del 1914 istituì una commissione con questo scopo. Questa operazione di "pulizia" portò alla morte di almeno 300 000 greci ionici e portò centinaia di rifugiati verso le coste egee della Grecia. Nel luglio del 1914, l'operazione di "pulizia" si fermò per le proteste di Russia, Francia e Regno Unito che protestarono tramite i loro ambasciatori alla Sublime Porta, ed in particolare l'ambasciatore francese Maurice Bompard si espresse in difesa dei greci che abitavano il suolo turco.

## L'inizio del conflitto

Re Costantino I riteneva che l'interesse della Grecia sarebbe meglio stato rispettato rimanendo neutrali nel corso della prima guerra mondiale.

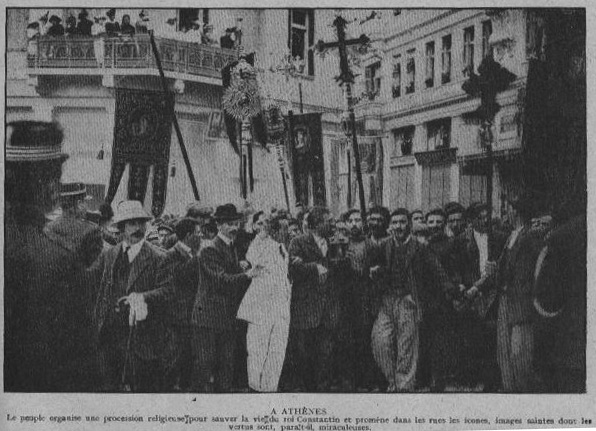
La dimostrazione ad Atene in favore di Costantino, nell'estate del 1915

Con lo scoppio della Grande guerra, le autorità greche dovettero scegliere se mantenere la neutralità o allinearsi alle forze della Triplice Intesa. La partecipazione della Grecia alla guerra dalla parte degli imperi centrali era fuori discussione sia per la vulnerabilità della Grecia alle navi della Royal Navy, sia perché nell'ottobre del 1914 il principale nemico tradizionale della Grecia, l'Impero ottomano, si era schierato con la Germania. La posizione della neutralità era favorita dai greci filogermanici nonché dallo staff generale dell'esercito che aveva un notevole ascendente sulla figura del sovrano.
Per i primi due mesi della guerra, l'Impero ottomano mantenne una sostanziale neutralità favorevole alla Germania, e i governi inglese, francese e russo avviarono una campagna per mantenere neutrale la potenza ad est. Il 18 agosto 1914, Venizelos disse all'ambasciatore inglese ad Atene, sir Francis Elliot, di desiderare che la Grecia entrasse in guerra con gli Alleati, ma questi rifiutò decisamente ritenendo che l'Intesa preferisse mantenere l'impero ottomano neutrale senza ulteriori disordini che l'entrata in guerra della Grecia avrebbe certamente causato tra i due paesi. Il 29 ottobre 1914, gli ottomani attaccarono la Russia nel Raid del Mar Nero ed il 4 novembre 1914, Gran Bretagna, Francia e Russia dichiararono simultaneamente guerra agli ottomani. Dopo la decisione degli ottomani di entrare nel conflitto, gli Alleati erano più aperti nei confronti dell'entrata in guerra della Grecia la quale chiedeva in cambio l'adempimento della Megali Idea. Ad ogni modo, gli Alleati volevano mantenere ancora neutrale la Bulgaria. Venizelos venne sconfortato dal fatto che gli Alleati avessero preferito la Bulgaria anziché la Grecia dalla loro parte.
L'atteggiamento filogermanico di Costantino venne inoltre esagerato dalla propaganda filo-intesa durante la guerra. Era vero che la regina Sofia era sorella del kaiser tedesco Guglielmo II e che lo stesso Costantino era stato educato in Germania ed ammirava la cultura tedesca. Sull'altro fronte, però, per parte di suo padre era discendente dalla casata dei Glucksburgs di Danimarca e per parte di sua madre dai Romanov di Russia, parlava perfettamente inglese e frequentemente si portava nel Regno Unito dove aveva ancora molti parenti.
La Grecia vantava inoltre un patto di reciproca difesa con la Serbia, un membro della Triplice intesa che aveva chiesto aiuto dopo l'invasione da parte dell'Austria-Ungheria.
Costantino, ad ogni modo, riteneva fermamente che per il suo bene lo stato greco dovesse rimanere assolutamente neutrale nel conflitto. La sua considerevole esperienza militare lo rendeva conscio della minaccia alla Grecia proveniente dalla potente Bulgaria nel caso in cui l'esercito ellenico fosse entrato in guerra con l'Austria-Ungheria direttamente. Costantino aveva una personalità essenzialmente autocratica e, a livello personale, disprezzava Venizelos e le sue idee politiche. Costantino era un germanofilo militarista che ammirava non solo il militarismo prussiano ma che credeva anche che il Reich non sarebbe stato sconfitto nel conflitto. Costantino aveva poco rispetto per il governo parlamentare e preferiva rapportarsi coi soldati anziché coi politici del suo regno. Costantino, il cui stile politico era fondamentalmente autonomo nelle decisioni, stava cercando l'occasione di una "rivoluzione" da tempo. Il suo consigliere politico e militare preferito era certamente il germanofilo Ioannis Metaxas. Conoscendo il forte razzismo anti-slavico dell'imperatore Guglielmo II, Metaxas giunse a ritenere che la Germania fosse il naturale difensore dell' "ellenismo contro lo slavismo" e che la Germania non avrebbe quindi mai permesso alla Bulgaria di ottenere dei territori a spese della Grecia fintanto che il governo di Atene avesse mostrato fedeltà al Reich. Metaxas giunse pure alla conclusione che una guerra contro l'impero ottomano sarebbe stata insostenibile perché la Grecia non disponeva di capacità logistiche per supportare il proprio esercito in Anatolia né le risorse economiche per sostenere lo scontro. Solo il timore di un blocco navale inglese portò Metaxas a chiedere a gran voce la neutralità dello stato, oppure schierare direttamente la Grecia al fianco delle Potenze Centrali. Inoltre anche il sovrano era favorevole al mantenimento della neutralità della Grecia nello scontro per il fatto del Auswaertiges Amt, un prestito segretamente ottenuto dalla Germania di 40 000 000 di Reichmarks d'oro depositati su un conto svizzero. Il giornalista greco-canadese Philippe Gigantès disse che questa fu una delle ragioni principali e personali per cui Costantino desiderava mantenere la neutralità e che questa poté essere vista anche come una corruzione operata dalla Germania verso la Grecia.
Il primo ministro Venizelos era estremamente favorevole all'entrata in guerra al fianco della Triplice Intesa nell'idea di far completare alla Grecia la Megali Idea. Il 17 novembre 1914, Venizelos in un discorso al parlamento disse che la Grecia fosse rimasta neutrale, avrebbe dovuto quindi anche conservare la propria alleanza con la Serbia. Egli disse anche che la Bulgaria sotto la guida dell'austriaco re Ferdinando avrebbe inevitabilmente finito per attaccare la Serbia al fianco dell'Impero austro-ungarico ed avrebbe quindi annesso la Macedonia serba. Venizelos giunse a prevedere che Ferdinando, dopo aver fatto tutto ciò, si sarebbe sicuramente rivolto contro la Grecia con l'intento di annettere la Macedonia greca. Venizelos mise inoltre in guardia l'elettorato dal fatto che l'Impero ottomano, che era entrato in guerra al fianco della Germania in quello stesso mese, non avrebbe tardato a "distruggere l'ellenismo in Asia Minore" se la Germania avesse trionfato nel conflitto. Venzelos faceva così una chiara allusione alla selvaggia campagna di persecuzione lanciata dai nazionalisti turchi contro le minoranze greche in Anatolia nel maggio del 1914. Per contro, se gli ottomani fossero stati sconfitti, nell'ottica di Venizelos, l' "ellenismo in Asia Minore sarebbe caduto sotto dominazioni estere". L'opposizione di Metaxas alla campagna militare in Anatolia avvelenò ancor più le relazioni con Venizelos, dando così inizio ad una delle faide più note della storia greca.
Un importante fattore si rivelò l'amicizia personale tra David Lloyd George e Venizelos. Lloyd George, all'epoca cancelliere dello scacchiere inglese (equivalente al ministro delle finanze) era capo dei "radicali" di estrema sinistra del Partito Liberale inglese erd era uno degli uomini più carismatici della politica britannica dell'epoca. Per la natura precaria del governo liberale inglese capeggiato dal primo ministro H. H. Asquith, diviso tra radicali e liberali imperialisti, Lloyd George ebbe più potere dei suoi predecessori. Lloyd George incontrò per la prima volta Venizelos nel dicembre del 1912, ed i due si intesero subito in una buona amicizia che gli affiancò anche Domini Crosfield, moglie del parlamentare liberale Arthur Crosfield, ed il ricco fabbricante d'armi Basil Zaharoff. Zaharoff, un greco dell'Anatolia che odiava gli ottomani, divenne il principale finanziatore del partito liberale di Venizelos. Lloyd George era un gallese mentre Venizelos era cretese, il che li rendeva uomini entrambi periferici per nascita dai centri di potere delle loro rispettive nazioni. Quando Lloyd George giunse a perorare la causa della cessione di Cipro alla Grecia in cambio dell'ottenimento della base navale di Arostoli, tale idea gli era stata suggerita da Venizelos. Inoltre, il supporto dato da Lloyd George alla Megali Idea persuase Venizelos al fatto che se la Grecia fosse entrata in guerra, avrebbe ottenuto in questo il supporto dell'intero impero britannico. Venizelos si allarmò quando seppe che gli inglesi ed i francesi avevano concordato che, in caso di esito positivo, la Russia avrebbe ottenuto Costantinopoli assieme alle terre degli stretti turchi. Tradizionalmente, l'idea della Megali Idea vedeva proprio in Costantinopoli la futura capitale del nuovo impero romano sotto l'egida della Grecia. L'Italia era alleata di Germania ed Austria, ma era rimasta neutrale sino a quell'epoca; nel tentativo di persuadere gli italiani ad entrare in guerra dalla loro parte, l'Intesa aveva promesso all'Italia parte dell'Anatolia dove abitava popolazione prevalentemente greca di origine, il che rappresentò un altro punto di disappunto per Venizelos.
Nel gennaio del 1915, nel tentativo di convincere i greci a schierarsi dalla loro parte, il Regno Unito offrì alla Grecia l'ottenimento in caso di vittoria di parte dell'Asia Minore (attuale Turchia). Venizelos sentiva in cuore che questo sarebbe stato nel pieno interesse della Grecia e tentò di far passare una proposta in parlamento per far schierare la Grecia con gli Alleati. Venizelos concordò che la Macedonia orientale sarebbe passata alla Bulgaria (che pure era entrata a far parte delle forze alleate) nella speranza di ottenere queste concessioni post-belliche. In un memoriale al re datato 17 gennaio 1915, Venizelos raccomandava la cessione di Kavala alla Bulgaria come gli era stato suggerito dal segretario per gli esteri inglese sir Edward Grey, adducendo questo sacrificio per migliori futuri successi in Anatolia altrimenti "l'ellenismo in Asia Minore sarebbe andato perduto per sempre". Venizelos pianificò inoltre uno scambio di popolazione con la Bulgaria, dicendosi disposto ad accogliere i greci di Kavala ed a insediarli poi a Smirne. Quando le proposte di Venizelos giunsero alla stampa, causarono uno shock presso il pubblico, ed in particolare tra i soldati in pensione che avevano recentemente combattuto le guerre balcaniche. Si tennero delle dimostrazioni di protesta a Kavala (con la presenza anche delle locali comunità mussulmana e ebraica) ed altrove in Grecia contro queste proposte.
Venizelos consigliò re Costantino di convocare un Consiglio della Corona, cosa che venne fatta per ben due volte (18 febbraio e 20 febbraio). In questi incontri, Venizelos presentò la sua proposta di adesione alla Triplice Intesa che trovò l'opposizione del capo dell'opposizione Theotokis, ma il supporto invece di Rallis. Ad ogni modo, il sovrano fu il primo ad opporsi a quest'idea insieme ai generali dell'esercito (incluso Ioannis Metaxas) e Venizelos dovette ritirarsi. Metaxas disse durante una di queste riunioni: "Nessuno ha il diritto di svendere la Grecia!"

### La campagna di Gallipoli
Il 19 febbraio, navi da guerra inglesi e francesi entrarono nello stretto dei Dardanelli con l'intento di catturare Costantinopoli (campagna di Gallipoli). Venizelos ne dedusse che la fine dell'impero ottomano era ormai imminente e dopo aver ricevuto un messaggio da Lloyd George secondo il quale la Gran Bretagna non si era detta disposta a cedere l'Anatolia alla Russia come premesso in precedenza, pensò che fosse il momento giusto per la Grecia per entrare in guerra. Con l'eccezione di Theotokis e Metaxas, tutti gli altri membri del Consiglio della Corona supportarono Venizelos nel secondo incontro del 20 febbraio 1915, ma il re continuò ad opporsi al progetto. Metaxas, ora capo dello staff generale dell'esercito e consigliere di Venizelos, disse che la partecipazione della Grecia alle operazioni si sarebbe risolta in un fallimento dal momento che i tedeschi avevano già fortificato gli stretti e la Grecia sarebbe stata vulnerabile in un attacco da parte della Bulgaria, e decise pertanto di dimettersi. Venizelos si dimise anch'egli poco dopo (6 marzo) quando il re decise che la Grecia non sarebbe entrata in guerra e lo rimpiazzò con il fedele Dīmītrios Gounarīs. Il nuovo primo ministro dichiarò alla stampa che le proposte avanzate dal suo predecessore avevano portato solo dispiaceri e confusione sociale.
Il conflitto tra Venizelos ed il re in gran parte rappresentava un conflitto tra una visione di una Grecia in espansione, riformata e amica della Gran Bretagna, ed una visione della Grecia "protettiva, sospettosa e difensiva" nei confronti delle potenze straniere. Per il sovrano, tutto ciò che era accaduto dal Colpo di Stato di Goudi del 1909 aveva rappresentato una diminuzione del suo potere personale ed era determinato ad utilizzare il suo intervento nel dibattito per ripristinare lo status-quo antecedente al 1909. Lo storico greco John Mavrogorado scrisse che Venizelos dovette "fronteggiare una forte opposizione, composta da capi partiti gelosi della sua influenza, grandi famiglie provinciali, boss, sindaci e avvocati, oltre all'intera rete di imprenditori che erano usciti danneggiati dalle riforme del 1910-11; e questa opposizione aveva un'ostilità particolare verso Venizelos che venne sfruttata dalla propaganda tedesca". Lloyd George inviò a Venizelos un messaggio attraverso Zaharoff proponendogli di far sbarcare le truppe inglesi e francesi a Tessalonica per marciare poi a nord in aiuto alla Serbia, fatto che avrebbe anche impedito alla Bulgaria di unirsi agli Imperi Centrali. Il fallito tentativo anglo-francese di catturare Costantinopoli si concluse con la battaglia di Gallipoli che portò ad uno stallo nella guerra e venne utilizzato dal re come una giustificazione per sostenere la sua teoria che la Germania avrebbe vinto il conflitto.
Durante una cena con la ricca famiglia Delta nell'aprile del 1915, Venizelos disse che Lloyd George gli aveva promesso tutte le parti grecofone dell'Anatolia se la Grecia fosse entrata in guerra, aggiungendo che questo sarebbe stato il fato della nazione indipendentemente dalla volontà di re Costantino. Venizelos aggiunse inoltre che se il sovrano avesse insistito lo avrebbe fatto dimettere ed avrebbe favorito suo fratello il principe Giorgio che era governatore a Creta.

## Lo scontro e lo scisma della Grecia

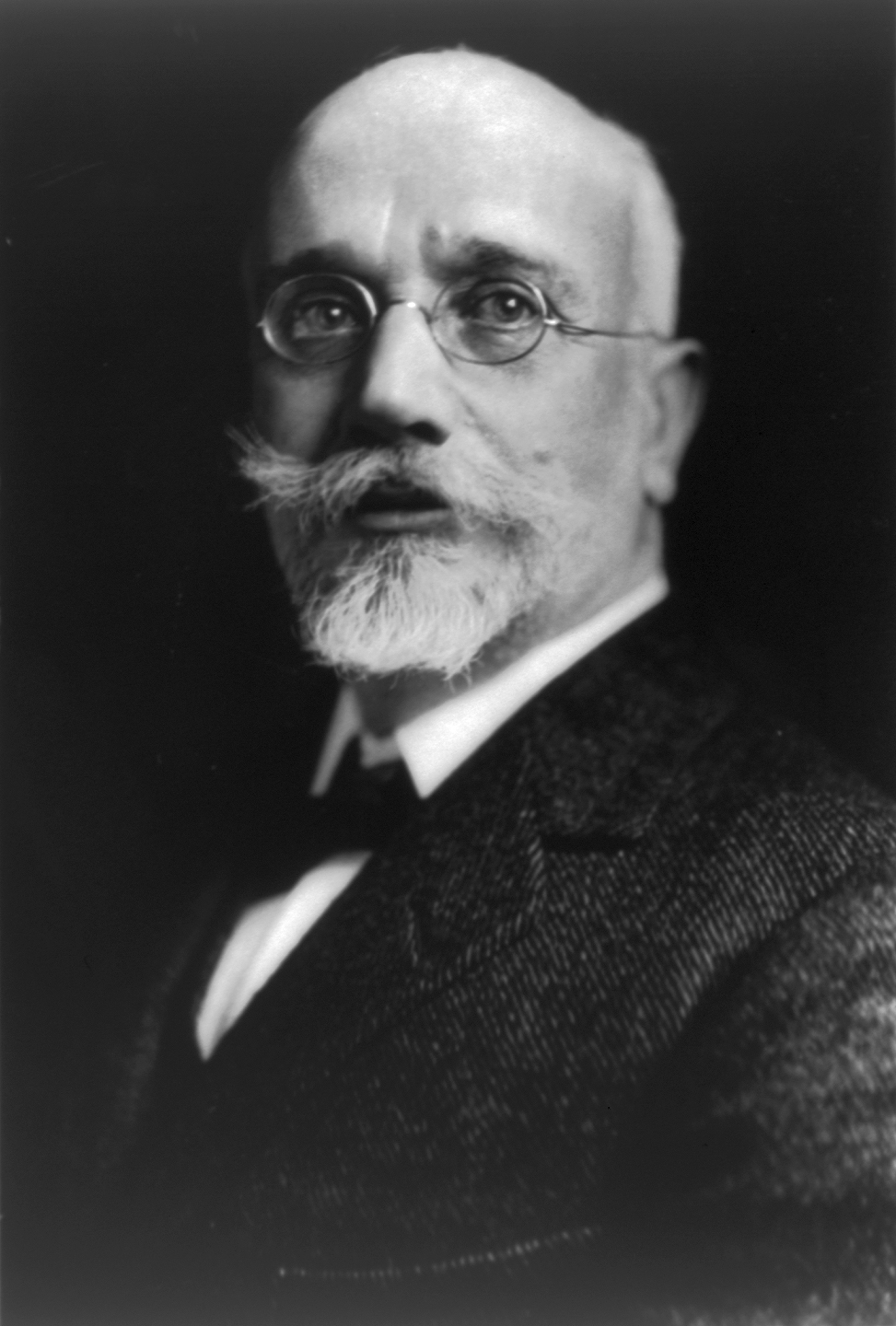
Eleftherios Venizelos, primo ministro greco, credeva che l'interesse della Grecia sarebbe stato meglio perseguito con l'ingresso in guerra al fianco degli Alleati.

Le dimissioni di Venizelos causarono del dissenso politico in Grecia. Le elezioni generali del giugno del 1915 rappresentarono una vera battaglia tra i conservatori ed i sostenitori di Venizelos. Queste elezioni vennero vinte dal Partito Liberale di Venizelos che riprese la sua carica di primo ministro, ma Costantino tardò nel rettificare la sua nomina sino ad agosto adducendo ragioni di salute (era quasi scampato alla morte), oltre ad essere stato malato di pleurite sin dall'epoca delle guerre balcaniche.
Nelle elezioni del 1915, i partiti realisti ottennero il sostegno della "Vecchia Grecia" mentre i liberali ottennero quello della "Nuova Grecia". Il primo ministro riuscì a forzare la mano al sovrano costringendolo a rispettare la promessa fatta dalla Grecia alla Serbia in caso di attacco da parte della Bulgaria, promessa che il sovrano non si era detto pronto ad onorare. Venizelos disse che la sua vittoria era la prova che il popolo greco era favorevole alla sua visione politica.

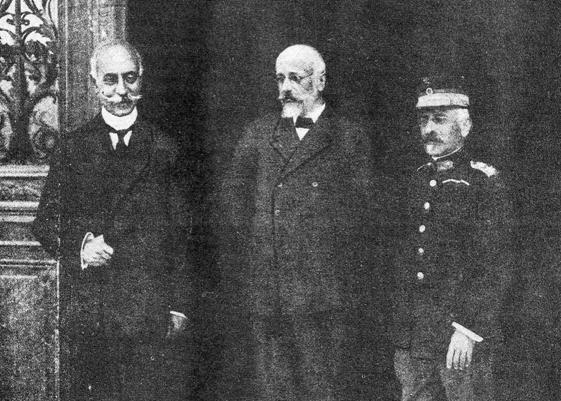
Il "Triumvirato di Difesa Nazionale" a Tessalonica. Da sinistra a destra: l'ammiraglio Pavlos Kountouriotis, Venizelos ed il generale Panagiotis Danglis.

Dalla caduta del 1915, i giornali greci condussero una spietata propaganda grazie a Zaharoff, che utilizzò le sue ricchezze per iniziare a comprare pagine e pagine di giornali per fare propaganda a favore di Venizelos contro il barone von Schneck, l'attaché tedesco ad Atene che aveva utilizzato la medesima arma per far propaganda a favore del re. All'epoca, Schneck venne descritto da un giornalista inglese come "un grande e misterioso potere maligno che sta portando la nazione greca nelle braccia di Venizelos e dell'Intesa". Quello che era stato nominato il capo della propaganda alleata in Grecia, il capitano di marina francese de Roquefeil, si era dimostrato un inetto nel suo compito, fatto che aveva portato Zaharoff a intervenire direttamente, meglio conoscendo la mentalità del suo popolo rispetto ad un francese. La propaganda pacifista e pro-tedesca venne condotta da giornali come Embros di Kalapothakis, Script e poi Kathimerini mentre quella pro-alleati da Ethnos, Eleftheros Typos, Estia e Makedonia tra gli altri. Molti documenti e giornali vennero falsificati durante il periodo in cui la guerra di propaganda raggiunse il suo apice.
A questo punto, Costantino si risolse a promettere segretamente sia all'ambasciatore tedesco che a quello bulgaro ad Atene che non sarebbe mai entrato in guerra contro di loro. La Germania dal canto suo promise sempre segretamente a Costantino che se la Grecia fosse rimasta neutrale nel conflitto, avrebbe ottenuto il Nord dell'Epiro ed il Dodecanneso dopo la guerra, ottenendo anche la protezione della popolazione grecofona della Turchia.
Nell'autunno del 1915, Ferdinando di Bulgaria ricevette la promessa dai diplomatici tedeschi ed austriaci che avrebbe ricevuto parti della Serbia se avesse deciso di entrare in guerra con gli Imperi Centrali. La Bulgaria dichiarò guerra alla Serbia, fatto che pose immediatamente una minaccia sulla provincia della Macedonia, incluso al porto di Tessalonica, strategicamente importante. Il 22 settembre la Bulgaria iniziò a mobilitare delle truppe al confine con la Serbia. Dal momento che era ancora in vigore il patto di alleanza serbo-greco, la Grecia sembrò essere chiamata quindi a intervenire nello scontro.
Venizelos chiese a Costantino la mobilitazione dell'esercito. Costantino si accordò mediando per una mobilitazione difensiva nei confronti della Bulgaria, ma insistette sul fatto che la Grecia non avrebbe dovuto attaccare per prima. Costantino annunciò quindi l'intenzione di rompere l'alleanza con la Serbia, dicendo che se non l'avesse fatto altre potenze avrebbero attaccato quel paese. Inoltre, secondo il medesimo trattato, la Serbia avrebbe dovuto provvedere 150 000 soldati contro la Bulgaria. Un grande esercito austro-tedesco comandato dal feldmaresciallo prussiano August von Mackensen era pronto ad invadere la Serbia assieme alla Bulgaria e pertanto il re annunciò che la Grecia non avrebbe dato aiuto alla Serbia. Venizelos disse a Costantino: "Non dovremmo permettere alla Bulgaria di schiacciare la Serbia ed espandersi al punto che potrebbe schiacciare noi un domani. A questo punto non potete farvi da parte da questa politica: anche se siete determinato a mettere da parte la Costituzione, anche se vi assumerete le piene responsabilità con un decreto reale". Costantino replicò: "Voi sapete che sono obbligato a tener conto del verdetto popolare quando si tratta della gestione interna degli affari del paese; ma quando si tratta degli affari esteri, delle grandi questioni internazionali, se penso che una cosa sia giusta o meno, devo insistere su ciò che deve essere fatto o non fatto, perché io sono responsabile presso Dio". In un disperato tentativo di persuadere Costantino ad aiutare la Serbia, Grey gli inviò una lettera di questo tenore: "Se la Grecia si preparerà a dare supporto come alleata alla Serbia, ora che è attaccata dalla Bulgaria, il Governo di Sua Maestà sarà pronto a concedere Cipro alla Grecia. Se la Grecia si schiererà con gli Alleati, avrà naturalmente inoltre la divisione dei vantaggi a fine guerra, ma l'offerta di Cipro viene condotta indipendentemente a condizione che la Grecia dia subito il proprio appoggio militare immediato alla Serbia". Sia il re che il suo primo ministro Alexandros Zaimīs rifiutarono le offerte.

### L'istituzione del fronte macedone
Non essendo riuscito a smuovere Costantino contro la Bulgaria, Venizelos cercò una nuova strada per far sbarcare le truppe inglesi e francesi a Tessalonica in aiuto della Serbia, a seguito della fallita operazione di Gallipoli.
Venizelos riuscì a far passare una mozione in parlamento (con soli 37 voti di vantaggio) per la dichiarazione di guerra alla Bulgaria. L'invito degli alleati da parte di Venizelos irrigidì il sovrano. La disputa tra il primo ministro ed il re di Grecia raggiunse il suo picco dopo che il re ebbe invocato i diritti costituzionali che ponevano nelle mani del monarca il diritto di sciogliere un governo. Nel dicembre del 1915, infatti, Costantino costrinse Venizelos a dimettersi per la seconda volta dopo che questi aveva tenuto in parlamento un discorso spiccatamente antitedesco, invocando così nuove elezioni. Nel suo discorso, Venizelos avvisò i greci che una vittoria della Germania sarebbe stata una disfatta per la Grecia. Venizelos disse anche che in caso di vittoria dei tedeschi , gli ottomani avrebbero certamente compiuto un genocidio sui greci dell'Anatolia mentre ai bulgari sarebbe stato permesso di annettere la Macedonia serba ed avrebbero chiesto poco dopo la Macedonia greca. Dopo il suo discorso, Venizelos venne convocato al palazzo reale, dove il re gli espresse il proprio disappunto per il suo discorso e ribadì la sua fervida convinzione nella vittoria della Germania. Il re disse inoltre di dover rendere conto a Dio solo delle proprie azioni, e non al popolo il che portò Venizelos a rispondere che la Grecia non era una monarchia assoluta. Venizelos lasciò Atene e si portò nella nativa Creta.
I liberali boicottarono le nuove elezioni, minando la posizione del nuovo governo realista in quanto questo era visto come nominato unicamente dal re, senza consultazione popolare. Venizelos si lamentò del fatto che la Corona aveva interferito direttamente con la campagna elettorale, e pertanto solo un quarto dei votanti greco si portò alle urne. La decisione di non prestare aiuto alla Serbia malgrado l'alleanza in corso irritò diversi generali tra cui Panagiotis Danglis che riteneva disonorevole venire meno ad un trattato e persino pericoloso lasciare che la Serbia venisse occupata dai bulgari che avrebbero potuto poi con facilità rivolgere le loro armate contro la Grecia. Il politico liberale Georgios Kafandaris in un discorso che tenne accusò i realisti di promuovere l'ormai anacronistico "diritto divino dei re", teoria che non aveva spazio in tempi di democrazia. Kafandaris disse: "Tali teorie ci portano a pensare che i principi di un tempo, spariti nella più profonda oscurità del passato della storia umana, possano riaffiorare nella nostra vita contemporanea... Il nostro sistema di governo era modellato su quello della Gran Bretagna ed è una monarchia costituzionale. In una monarchia costituzionale il re è uno strumento passivo dello stato nella gestione degli affari pubblici. L'intera autorità politica appartiene al popolo ed ai membri del parlamento e del governo, eletti dal popolo".
La tensione tra le due parti crebbe gradualmente nel corso dell'anno 1916 ed entrambi presero posizioni sempre più radicali con un peggioramento divisivo del conflitto. Quando le forze francesi ed inglesi infine sbarcarono a Tessalonica (come Venizelos aveva invitato loro a fare), contro la volontà di Costantino, il popolo greco supportò la visione del re sulla guerra e l'idea che gli Alleati avevano violato la sovranità del paese. Dalla fine di gennaio del 1916 sul suolo greco si trovavano già 125 000 francesi e 100 000 inglesi che giunsero per stabilire il cosiddetto fronte macedone. Costantino fece dei tentativi diplomatici per scacciare le truppe straniere, ma nel dicembre del 1915, in un incontro a Parigi, gli Alleati avevano già deciso di mantenere il fronte a tutti i costi.

### La resa di Rupel e la reazione degli Alleati
Successivamente, quando le Potenze Centrali ebbero preso il controllo della parte orientale della Macedonia nel maggio del 1916, il pubblico greco si lamentò dell'incapacità del sovrano di difendere il suolo greco. Il conte Wilhelm von Mirbach, ambasciatore tedesco ad Atene chiese al re di cedere alle truppe tedesche il forte di Rupel e così Costantino fece. Senza opposizione, il 25 maggio 1916, 8000 soldati greci lasciarono il Forte di Roupel e vennero trasferiti in Germania mentre i bulgari occuparono la parte orientale della Macedonia greca incluso il porto di Kavala. Nel 1915, i sostenitori del re come Metaxas avevano Venizelos per la sua volontà di cedere Kavala e la parte orientale della Macedonia greca alla Bulgaria, ed ora erano proprio i venizelisti ad attaccare i sostenitori del sovrano per i medesimi motivi. La resa del forte di Roupel segnò un punto di non ritorno nelle relazioni tra Venizelos e Costantino dal momento che il primo si era ormai convinto che il secondo fosse un traditore. La decisione di arrendersi al forte di Roupel venne annunciata dal governo per controbilanciare la presenza alleata di Tessalonica, ma vi erano altri fattori in gioco. Dal 1916, Costantino aveva iniziato a considerare l'opzione di cedere parte della Macedonia alla Bulgaria per indebolire il venizelismo. Secondo il cronista reale Zavitzianos, Costantino dal 1915 (ed in particolare dopo il fallimento di Gallipoli) aveva concluso che la vittoria delle Potenze Centrale fosse militarmente una certezza ormai ed egli non voleva porre la Grecia proprio contro la Germania. Egli chiese come unica condizione alla sua fedeltà il fatto che le autorità militari tedesche avessero impedito ai bulgari di entrare nel territorio greco, ma questa venne ignorata.
Dopo questi eventi, il generale Sarrail impose la legge marziale a Tessalonica ed il 21 giugno 1916, un ultimatum anglo-francese (i due stati si consideravano le "potenze protettrici" dello stato greco sin dalla sua costituzione) venne inviato a Costantino, chiedendo le dimissioni di Zaimis, l'apertura di nuove elezioni e la smobilitazione militare. Istituirono anche un blocco navale parziale al regno di Grecia. Le forze italiane, con l'approvazione dela Triplice Intesa, penetrarono ad Argyrokastro e conquistarono gran parte dell'Epiro settentrionale (sotto l'amministrazione greca dal 1914), mentre i francesi catturarono Korçë.

Il 19 agosto 1916, Costantino informò il cronista reale Constantinos Zavitzianos di essere intenzionato a mantenere il controllo dell'esercito e della politica estera nel suo stato, secondo le prerogative costituzionali, e che non gli importava di quante persone supportassero Venizelos. In un discorso tenuto ad Atene il 27 agosto 1916, Venizelos per la prima volta attaccò pubblicamente il sovrano dicendo: 
"Re degli Elleni!
Siete stato vittima di un uomo che, per non compiere il dovere di una Rivoluzione e per restaurare un vecchio regime di corruzione, non ha esitato a trafficare per il suo popolo per il mantenimento della Corona...
Siete stato vittima dei vostri consiglieri militari, delle incomprensioni in quel campo col desiderio di stabilire una monarchia assoluta per sovrintendere alla situazione e che vi hanno persuaso a credere che la Germania emergerà vincente dalla guerra europea.
Siete stato vittima infine di voi stesso e non per la vostra naturale debolezza. Accostumato ad ammirare tutto ciò che era tedesco, allevato alla stregua dei militari tedeschi ed a gestire le cose a quella maniera, avete pensato di concentrare nelle vostre mani tutta l'autorità di un governo e sostanzialmente di porvi al di fuori della Costituzione".
Dall'agosto del 1916, i bulgari avevano ormai il controllo di tutta la Macedonia orientale e di parte di quella occidentale, ed avevano iniziato una pulizia etnica che portò all'espulsione di tutti i greci dell'area. Solo la presenza dell'Armées alliées en Orient impedì ai bulgari di conquistare l'intera Macedonia. L'occupazione bulgara e la pulizia etnica della Macedonia vennero considerate intollerabili ed infine persino gli ufficiali d'esercito iniziarono a considerare di rompere il loro giuramneto di fedeltà al re perché Costantino non era intenzionato a difendere la Grecia, mentre loro lo erano fermamente.

### La rottura col governo di Difesa Nazionale

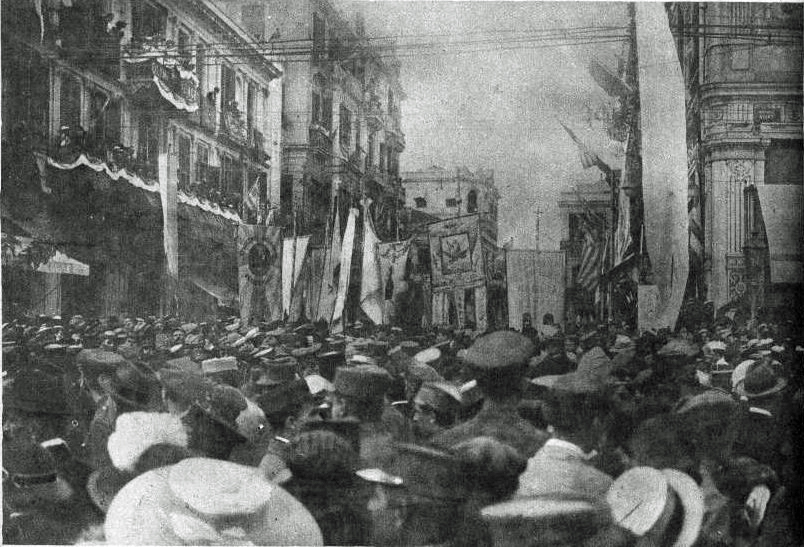
Proclamazione del governo dei venizelisti a Tessalonica, settembre 1916

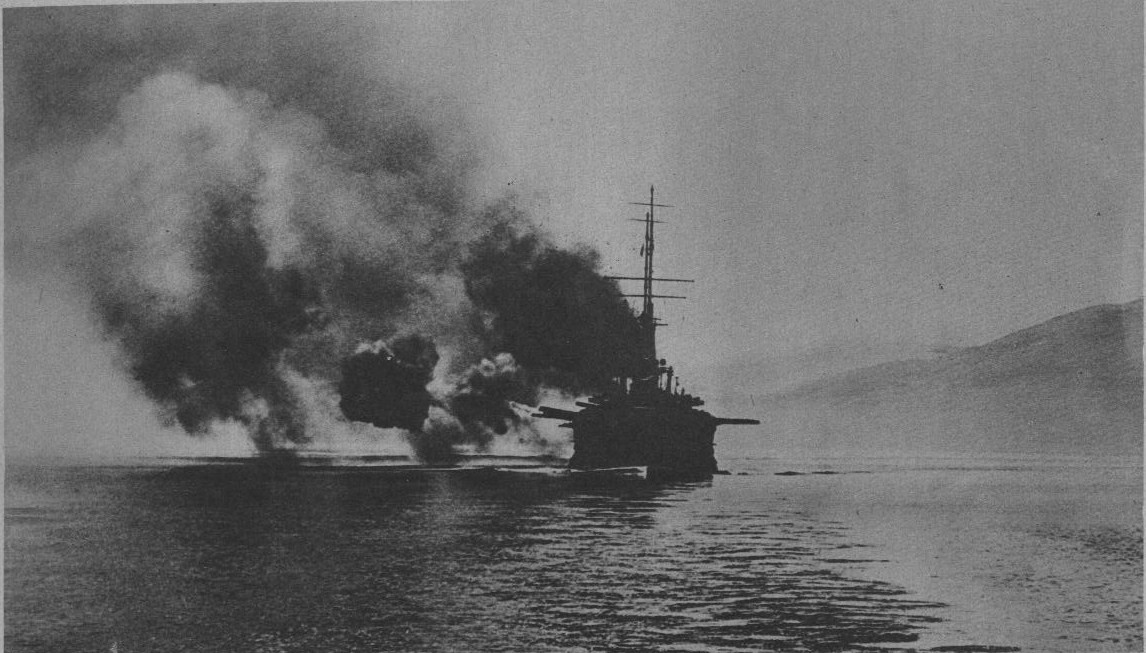
La nave da guerra francese Mirabeau bombardò Atene durante gli eventi di novembre

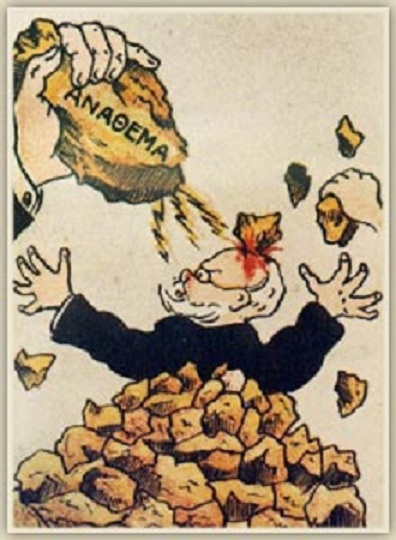
Un poster antivenizelista sull' "Anathema", dicembre 1916

Il 30 agosto 1916, temendo un colpo di stato da parte del governo realista il "Movimento di Difesa Nazionale" (Εθνική Άμυνα), un'organizzazione segreta pro-venizelista e militare basata a Tessalonica, si pose l'obbiettivo di difendere il territorio macedone. La principale ragioen che spinse quest'associazione a tentare un colpo di stato fu il desiderio di difendere la Macedonia greca dai bulgari e, dal momento che il re non era intenzionato a farlo, questi si ponevano l'obbiettivo di farlo con le loro mani. Il colpo di stato ebbe successo e venne costituito un governo provvisorio di base a Tessalonica. Il colpo di stato ebbe luogo all'insaputa di Venizelos, al punto che questi inizialmente si oppose al corso delle azioni che avrebbero portato la Grecia in una guerra civile. Venizelos, avendo lavorato sodo per raggiungere l'enosis di Creta alla Grecia, non era intenzionato a rinunciare alla Grecia proprio in quel momento storico. Solo dopo molti ripensamenti decise di unirsi al movimento di Tessalonica.
Con l'appoggio della Triplice Intesa, Venizelos tornò nell'entroterra greco da Creta per guidare il governo provvisorio a capo di un triumvirato costituito il 9 ottobre 1916. Egli dichiarò: "Non siamo contro il re, ma contro i bulgari". Oltre a Venizelos, nel nuovo governo provvisorio vi erano il generale Panagiotis Danglis e l'ammiraglio Pavlos Kountouriotis. La popolazione delle isole di Creta, Samo, Mitilene e Chio diedero subito il loro supporto a Venizelos e ben presto il movimento rivoluzionario prese il controllo di tutte le isole del Mar Egeo ad eccezione delle Cicladi che erano parte della "Vecchia Grecia" e quindi spiccatamente realiste. Gruppi di gendarmi provenienti da Creta giocarono un ruolo significativo nell'appoggiare il nuovo governo rivoluzionario, guadagnandosi il soprannome di "l'Antigone di Grecia". La prima dichiarazione del governo rivoluzionario riportava:
"Una certa politica, di cui non vogliamo esaminare i motivi, durante l'ultimo anno e mezzo ha portato a tanti e tali disastri che ognuno si meraviglia come la Grecia possa dirsi ancora uno stato integro. Il Palazzo ha ascoltato cattivi consiglieri ed ha applicato una politica personalistica, al punto che la Grecia ha fatto un passo indietro rispetto ai suoi alleati tradizionali nell'approccio ai suoi nemici tradizionali".

Al suo arrivo a Tessalonica, Venizelos in un discorso disse che la guerra era una lotta per la libertà e per i diritti di una piccola nazione pacifica. Venizelos si trovò a dover organizzare de facto il nuovo governo con le sole risorse delle isole e di parte della Macedonia. Malgrado le aspettative, Gran Bretagna e Francia non supportarono apertamente il nuovo governo provvisorio e solo il 20 ottobre 1916 venne annunciato il loro sostegno al governo di Tessalonica. Malgrado i migliori intenti di Venizelos di apparire moderato, molte persone, in particolare nella "Vecchia Grecia", videro il governo rivoluzionario come l'inizio di una spaccatura sociale. Il re ad Atene giudicò l'azione come un colpo di stato anti-monarchico "col supporto della Francia repubblicana".
Dal 1916 i greci avevano ormai interiorizzato che per loro non vi era più spazio per la neutralità. La chiesa ortodossa continuava a supportare il re e pertanto il movimento venizelista prese un carattere spiccatamente anti-clericale. L'opposizione della Grecia ad entrare in guerra venne guidata dal movimento socialista che supportò Costantino.
I corpi d'armata della Difesa Nazionale vennero costituiti per dare supporto agli Alleati sul fronte macedone. Questo esercito, composto perlopiù da volontari, si distinse però per la propria violenza nei territori occupati contro disertori o realisti, e persino verso il clero che supportava Costantino, portando a fatti di sangue (Naxos, Calcide, ecc.).
Il governo realista ad Atene, nel frattempo, continuava a negoziare con gli Alleati una possibile entrata in guerra con Costantino che chiese loro di non riconoscere il governo venizelista, mentre i venizelisti di Tessalonica insistevano che Costantino li stava deludendo con il suo ritardare l'ingresso della Grecia in guerra.

### I fatti di novembre
Per vendetta contro il colpo di stato della Difesa Nazionale, un'unità paramilitare realista chiamata "i Riservisti" (Epistratoi-Επίστρατοι) venne a costituirsi in diverse città greche, capeggiata dal colonnello Ioannis Metaxas (uno dei più stretti alleati di Costantino e futuro dittatore di Grecia). I Riservisti, i cui aderenti erano perlopiù uomini di estrazione medio-bassa, si distinsero per il carattere ultranazionalista con tendenze protofasciste. Il panellenismo dei Riservisti fu il primo movimento di massa nella storia greca moderna, segnando così anche l'inizio della lotta armata come parte del processo politico. Lo storico greco Kostas Kostis descrisse lo scoppio delle violenze "...si può spiegare come si giunse contro i propri stessi compatrioti: i venizelisti erano meri nemici, come i bulgari e i turchi. Il fatto che questi oppositori fossero cittadini disarmati aveva ben poca importanza".
Il gruppo si rivolse essenzialmente ai venizelisti ad Atene e nelle aree circostanti, culminando nella Noemvriana, gli "eventi di novembre", che diedero inizio ad un confronto armato tra riservisti greci e membri della marina francese. La Noemvriana lasciò sul campo 60 morti tra gli alleati e 40 tra i greci. Successivamente, venne lanciato un regno del terrore da parte dei Riservisti contro i veninzelisti ad Atene. Durante la Noemvriana i rifugiati provenienti dall'Anatolia (che erano sfuggiti alle persecuzioni dei turchi) che si erano portati a vivere ad Atene, vennero attaccati dai Riservisti come venizelisti. Gli attacchi e gli assassini perpetrati a danno dei rifugiati contribuì ad identificare genericamente i rifugiati come venizelisti, finendo per far propendere questa intera categoria a votare Venizelos negli anni '20.

Dimostrazioni realiste si ebbero in tutta la "Vecchia Grecia" e la chiesa ortodossa contribuirono per contro ad identificare Venizelos come un traditore della patria. L'anatema del vescovo ortodosso di Patrasso contro Venizelos recitava:
"Maledetto, anatema sulla tua famiglia che ti ha fatto nascere in Grecia. Anatema su tuo padre che ti ha aiutato a venire al mondo. Anatema su tua madre che ha portato una tal serpe in seno... e per sempre tu possa rimanere nell'oscurità della nostra religione, che tu non hai rispettato... che nemmeno la morte chiuda i tuoi occhi, così che tu possa continuare a guardare coi tuoi occhi il paese che tu hai tradito. Anatema alla tua anima. Anatema al caos nel quale cadrà [la tua anima]. Anatema alla tua memoria. Anatema su di te".
 Questi anatemi riflettono chiaramente il clima intenso che divideva la Grecia in quel 1916.

Sull'altro fronte, i sentimenti erano altrettanto intensi. Lambros Koromilas, ambasciatore greco a Roma, inviò una lettera aperta al re dicendo: 
"L'oscura e ambigua politica che il Vostro governo ha perseguito per più di un anno i ha portato all'ostilità coi nostri amici naturali, le Potenze dell'Intesa, alle quali avevamo dato parola di buona amicizia, e - cosa ancora più importante - di perseguire la medesima politica contro i bulgari, nostri nemici atavici, che sono venuti e hanno catturato i nostri forti, le nostre città in Macedonia, metà dei nostri rifornimenti di guerra ed i nostri soldati".
Nel contempo (novembre 1916), l'esercito della Difesa Nazionale attaccò quello dei realisti presso Katerini sperando così di catturare la Tessaglia. Questa fu l'unica battaglia tra i due eserciti dei due governi.
Dopo la "Noemvriana", sul finire del 1916, Francia e Gran Bretagna, non essendo riuscite a persuadere il governo realista ad entrare in guerra, riconobbero ufficialmente il governo della Difesa Nazionale come legittimo governo di Grecia. Il governo di Difesa Nazionale e l'Intesa istituirono un blocco navale, catturando la flotta dei realisti e chiedendo un parziale disarmo delle forze realiste ed il loro ritiro dal Peloponneso.
I monarchici incolparono Venizelos di aver avuto l'idea del blocco. Questo perdurò per un totale di 106 giorni, periodo durante il quale nessun bene venne fatto entrare o uscire dal suolo greco nei porti sotto il controllo del governo di Atene (Peloponneso, Cicladi e Grecia Centrale), affamando la popolazione.

## L'entrata ufficiale della Grecia in guerra

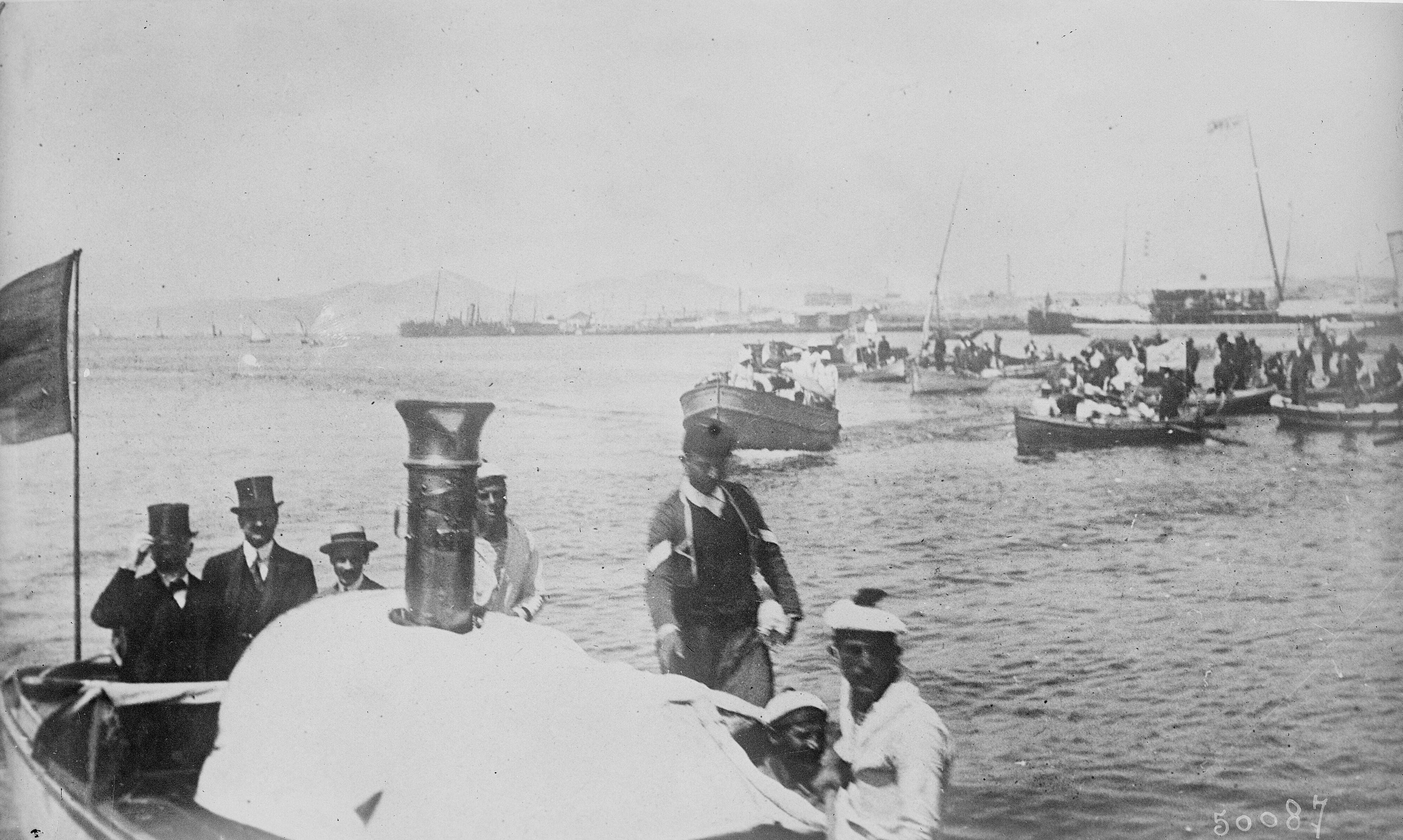
L'arrivo di Venizelos ad Atene con delle navi francesi, nel giugno del 1917, dopo la partenza di Costantino

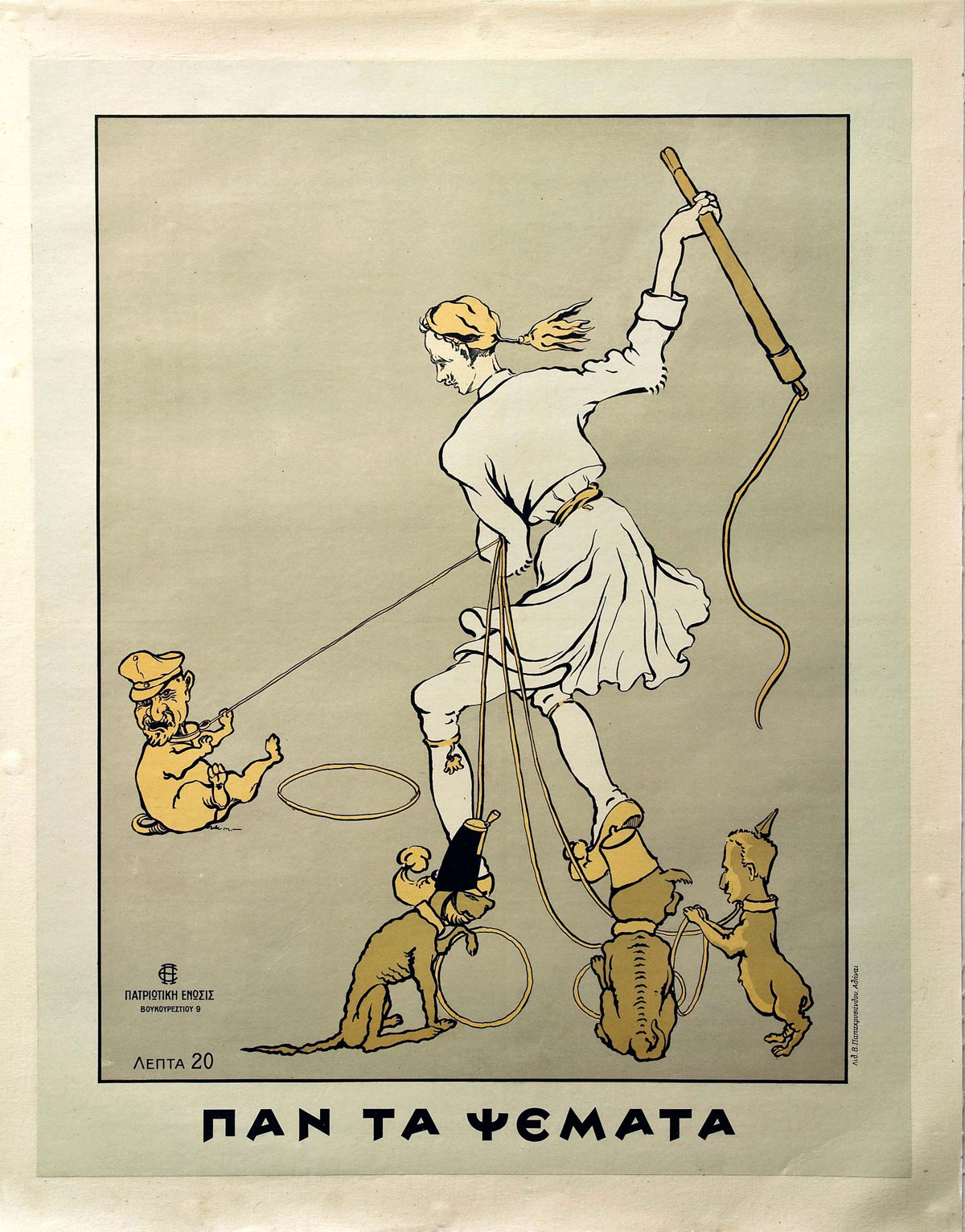
Un poster greco che mostra Evzone contro le Potenze Centrali; "Le bugie sono alla fine!" abbaia il cane di Evzone in faccia a re Ferdinando di Bulgaria.

Il blocco dei venizelisti e dell'Intesa riuscì nel suo intento. Nel giugno del 1917 la Francia catturò la Tessaglia e dopo aver minacciato di bombardare Atene se il re fosse rimasto sul suolo greco, Costantino prese l'amara decisione di lasciare la Grecia il 14 giugno 1917, abdicando in favore del suo secondogenito, Alessandro. Costantino fu un re popolare, almeno nella "Vecchia Grecia", e la sua partenza provocò tristezza e malumori ad Atene. Il cronista reale Zavitzianos scrisse a tal proposito: "Non venne mai detronizzato un re più popolare". Venizelos prese quindi il controllo completo del governo e portò la Grecia a supportare le mosse dell'Intesa. Il 29 giugno 1917, la Grecia ruppe le relazioni diplomatiche con la Germania, con l'Impero austro-ungarico, con la Bulgaria e con l'Impero ottomano. A luglio, il paese aveva già dichiarato ufficialmente guerra alle Potenze Centrali. Gran parte degli oppositori politici di Venizelos vennero esiliati in Corsica (Metaxas, Gounaris, Dousmanis e altri), dove vennero posti agli arresti domiciliari o al confino. Alle proteste del nuovo sovrano, Venizelos replicò: "Queste persone non sono politici. Sono criminali".
Venizelos ristabilì il parlamento nel maggio del 1915, considerando incostituzionale quello esistente. Questo atto venne seguito da una purga generale dello stato, dell'esercito e del clero da tutti gli anti-venizelisti. I venizelisti diedero prova di voler perseguitare i loro nemici come in precedenza era accaduto ai realisti.
Durante i rimanenti 18 mesi di guerra dieci divisioni dell'esercito greco combatterono al fianco delle forze Alleate contro forze di Bulgaria e Germania in Macedonia e sul suolo bulgaro. Durante il conflitto le truppe greche persero un totale di 5000 uomini.

## Conseguenze

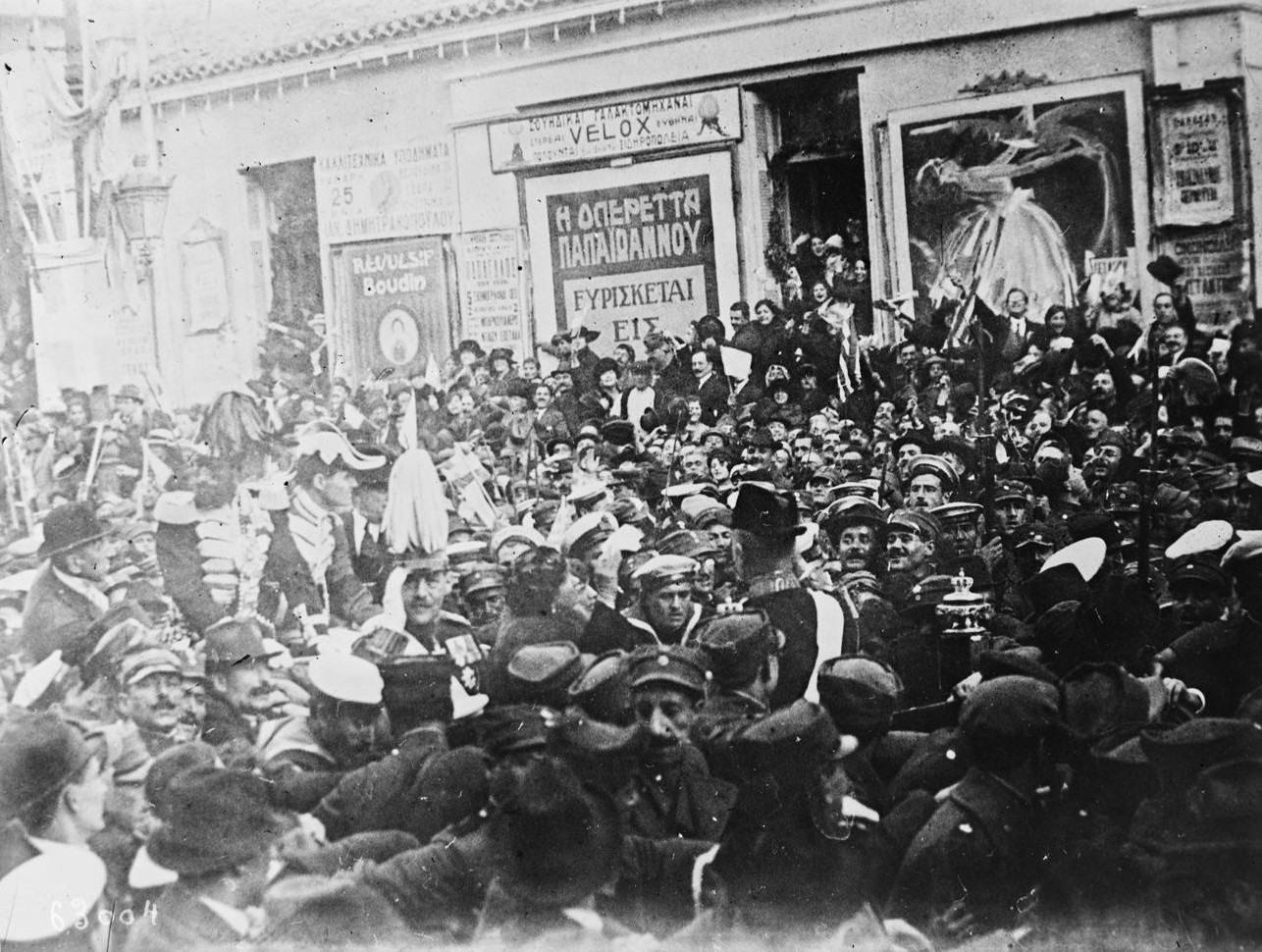
Il ritorno di Costantino, dicembre del 1920

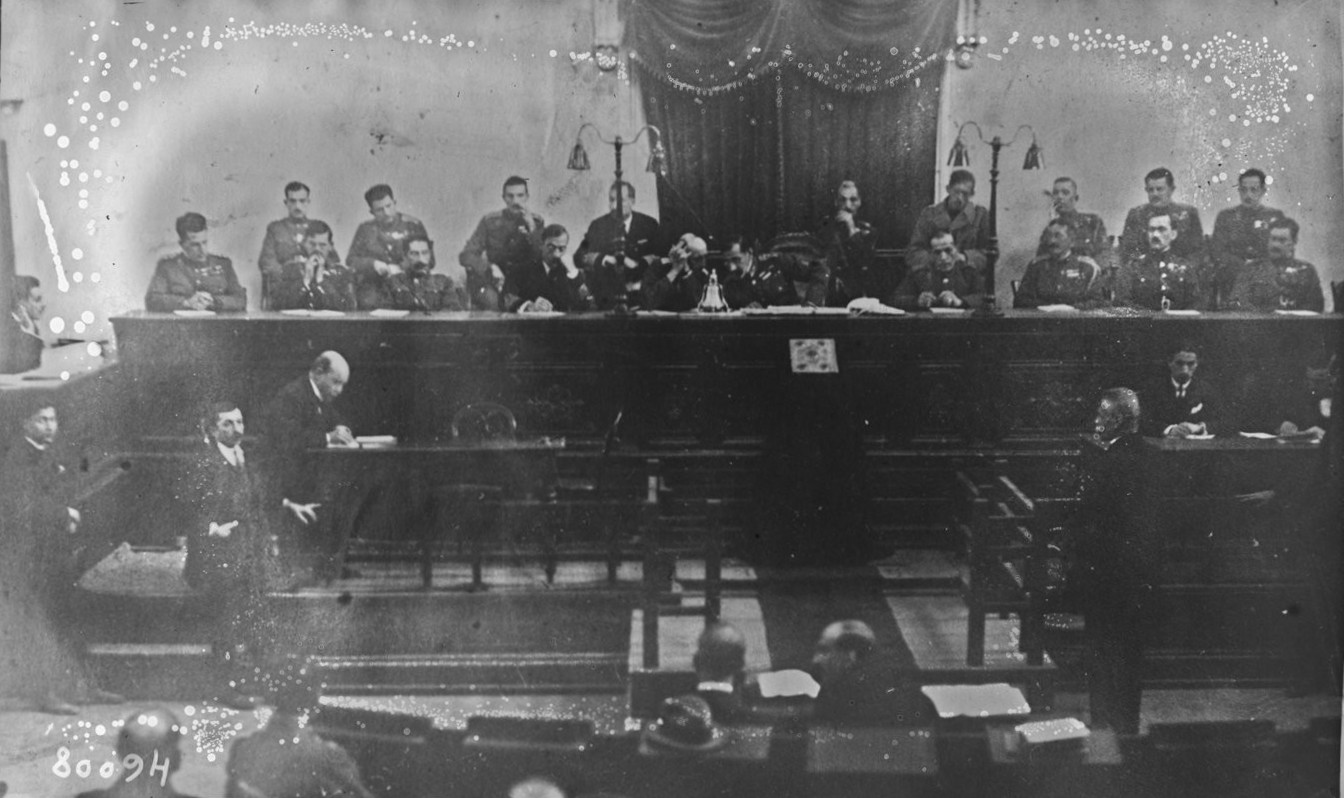
Foto del "processo dei sei" sul finire del 1922

L'atto di entrare in guerra ed i precedenti eventi portarono ad una divisione sociale e politica nella Grecia postbellica. Le principali formazioni politiche del paese, i venizelisti liberali ed i realisti, già rivali prima della guerra, aumentarono le loro divisioni gli uni contro gli altri. Ciascuna parte vedeva le azioni dell'altra nella prima guerra mondiale come illegittima e traditoria. Costantino I, mentre si trovava in esilio in Svizzera, continuò ad opporsi alla partecipazione della Grecia nella prima guerra mondiale e ad influenzare quindi i suoi sostenitori.
Dopo la fine della guerra, i venizelisti pubblicarono una "Bibbia Bianca" (Λευκή Βίβλος), un album con all'interno tutte le azioni a loro parere traditrici compiute dai realisti. Nel 1919 ebbe luogo il processo dello staff generale dell'esercito relativo alla resa del forte di Rupel, agli eventi della Noemvriana ed al prestito ottenuto segretamente dalla Germania nel 1915. Molti ufficiali vennero riconosciuti colpevoli (tra cui Dousmanis e Metaxas, seppur in absentia), oltre al parlamentare Stefanos Skouloudis.
Sul fronte opposto, i realisti si opposero al governo dei venizelisti definendolo "dittatoriale". A Parigi si ebbe un tentativo di assassinio di Venizelos da parte di due ex ufficiali realisti dopo la firma del Trattato di Sèvres nell'agosto del 1920. Il giorno successivo, una folla di venizelisti ad Atene, credendo che Venizelos fosse stato ucciso, attaccò uffici ed imprese degli antivenizelisti, mentre Ion Dragoumis venne assassinato. Venizelos testimoniò nel corso del processo dei due ufficiali in Francia.
Durante le elezioni del novembre del 1920, Penelope Delta riportò le grida dei filo-realisti ad Atene: "Non le vogliamo!" (relativo alle terre concesse col trattato di Sevres) e "Lunga vita al Koumparos!" (soprannome dato popolarmente a Costantino). Col ritorno di Costantino, gran parte degli ufficiali che avevano partecipato alla Difesa Nazionale vennero licenziati dall'esercito o lasciati senza impiego (Kondylis, ecc.) e costretti a lasciare il paese alla volta di Costantinopoli dove costituirono la "Difesa Democratica", un'organizzazione militare che criticò le azioni di Costantino e dei nuovi governi realisti.
Quest'inimicizia, si diffuse anche nella società greca, all'interno dell'esercito e creò una spaccatura così profonda da contribuire in maniera decisiva al disastro dell'Asia Minore, alla rivoluzione del 1922 ed al Processo dei Sei, facendo proseguire le dispute anche dopo la fine della grande guerra. Nel 1933 Venizelos scampò ad un nuovo tentativo di assassinio, mentre i venizelisti tentarono un nuovo colpo di stato nel 1935. Lo Scisma Nazionale fu una delle principali cause che portò al crollo della Repubblica ed all'istituzione del regime dittatoriale del 4 agosto nel 1936.
Con la polarizzazione della nazione, le fortune politiche delle grandi famiglie vennero completamente distrutte con un colpo di spugna. Particolarmente dannoso risultò lo sdoppiamento degli organismi civili e militari tra le due entità statali esistenti. Inoltre, lo Scisma Nazionale aveva incoraggiato la politicizzazione dell'esercito che era iniziata già col colpo di stato del 1909, e dal 1916 in poi gli stessi militari si divisero in venizelisti e realisti, portando a diversi tentativi di colpi di stato. Questo fatto inoltre rese l'esercito l'effettivo arbitro della politica nazionale greca di quegli anni. Cosa ancora pià importante, però, lo Scisma Nazionale aveva "legittimato l'uso della violenza". La rottura delle norme sociali con l'accettazione della violenza come legittima diede vita a un regime di stile dittatoriale fascista al punto che lo stesso Kostis notò come Benito Mussolini fosse una delle figure più ammirate degli anni '20 e '30 in Grecia. La popolarità di Mussolini divenne sempre più forte malgrado le politiche irredentiste che reclamavano parti della Grecia e delle isole ionie che un tempo erano appartenute a Venezia.
Le divisioni tra realisti e venizelisti giunsero sino agli Stati Uniti dove si trovavano diversi immigrati greci, creando scontri nelle città americane, spesso incentrandosi sul controllo delle parrocchie di fede ortodossa. In alcuni casi questa animosità è sopravvissuta sino al XXI secolo anche se il significato originario dei contrasti è andato perduto.